# Keisuke Ota
Keisuke Ota (太田 圭輔, Ota Keisuke) est un footballeur international japonais né le 23 juillet 1981. Il évolue au poste de milieu de terrain.

## Biographie
Keisuke Ota commence sa carrière professionnelle au Shimizu S-Pulse. Afin de gagner du temps de jeu, il est prêté en 2001 au Ventforet Kofu, club de J-League 2.
En 2007, il est transféré au Kashiwa Reysol, puis en 2009 il rejoint le JEF United Ichihara Chiba.
En 2012, Keisuke Ota signe un contrat en faveur du Tokushima Vortis.

## Palmarès
- Finaliste de la Coupe du Japon en 2005 avec le Shimizu S-Pulse
- Finaliste de la Coupe du Japon en 2008 avec le Kashiwa Reysol